# Giovanni Jona-Lasinio
Giovanni Jona-Lasinio (Florença, 1932) é um físico teórico italiano.

## Obras
- com Yoichiro Nambu: Dynamical model of elementary particles based on an analogy with superconductivity, Parte 1, Physical Review, Volume 122, 1961, p. 345-358, Parte 2, Volume 124, 1962, p. 246-254